# L'albero (film)
L'albero (The Tree) è un film del 2010 scritto e diretto da Julie Bertuccelli, adattamento cinematografico del romanzo di Judy Pascoe Padre nostro che sei nell'albero (2002).

## Trama
Dawn e Peter O'Neil vivono insieme ai loro figli (tre maschi e una femmina), alla periferia di una piccola città di campagna. Accanto alla loro casa diroccata si trova il parco giochi preferito dai bambini: un gigantesco fico della Baia di Moreton, i cui rami si innalzano verso il cielo e le cui radici si estendono nel terreno.
Tutto sembra perfetto fino a quando Peter ha un infarto e si schianta con la sua auto contro l'albero. Dawn è devastata, lasciata sola con il suo dolore e quattro figli da allevare. Un giorno, Simone, 8 anni, rivela alla madre di essere convinta che suo padre le parli attraverso le foglie dell'albero e lui torni a proteggerli. Dawn trae conforto dall'immaginazione di Simone ed inizia a crederci lei stessa; proprio come Simone, anche a Dawn piace passare il tempo nell'albero. Comincia a dominare il loro paesaggio fisico ed emotivo. Ma lo stretto legame tra madre e Simone forgiato attraverso un comune dolore e un segreto condiviso, è minacciato dall'arrivo di George, l'idraulico, chiamato a rimuovere le radici problematiche dell'albero. Mentre la relazione tra Dawn e George sboccia, l'albero continua a crescere, con i suoi rami che si infiltrano nella casa, le sue radici distruggono le fondamenta. Dawn decide che l'albero deve andare. George e alcuni altri operai arrivano, ma Simone si arrampica sull'albero per difenderlo. Dawn e George cercano di convincerla, ma lei si rifiuta di venire giù. George sostiene a Dawn che la ragazza ha solo 8 anni, Dawn non dovrebbe permetterle di fermare la rimozione necessaria dell'albero. Questo irrita Dawn, e lei annulla l'operazione, e dice a George che non vuole vederlo di nuovo.
Durante una grande tempesta la casa viene demolita dall'albero, e la famiglia lascia l'area, progettando di iniziare a vivere da qualche altra parte, forse in una tenda.

## Produzione
Il film, scritto e diretto dalla francese Julie Bertuccelli a partire da una precedente sceneggiatura di Elizabeth J. Mars, è il risultato di una co-produzione tra l'australiana Taylor Media e la francese Les Films du Poisson. Il progetto è nato dopo che Bertuccelli aveva letto il romanzo Padre nostro che sei nell'albero e si era interessata ai suoi diritti cinematografici, scoprendo che questi erano in possesso della produttrice Sue Taylor, che era alla ricerca di una regista per farne un film.
Le riprese si sono svolte nella piccola città di Boonah, nel Queensland australiano. L'eponimo albero utilizzato nel film è il cosiddetto Teviotville Tree, situato nella località di Teviotville, nella regione di Scenic Rim del Queensland: si stima che sia stato piantato nel 1880.

## Colonna sonora
Musiche di Grégoire Hetzel, ove non indicato altrimenti.
1. Asaf Avidan & the Mojos – Weak – 3:34
2. Wake – 2:58
3. The Tree – Main Theme – 3:55
4. The Scholars Baroque Ensemble – Die Kriegsknechte aber (dalla Passione secondo Giovanni di Bach) – 1:26
5. The Slippers – Flying Foxes – 2:47
6. Speak to Me – 2:55
7. Simone's Theme – 3:18
8. The Roots – 3:27
9. The Slippers – Shiver Shiver – 3:48
10. Under the Branches – 3:55
11. Wounded Tree – 3:13
12. The Cinematic Orchestra – To Build a Home – 6:12
13. Daydream" (Extra Track) – 8:45

Durata totale: 50:13

## Distribuzione
L'albero è stato presentato in anteprima, fuori concorso e come film di chiusura, il 23 maggio 2010 al 63º Festival di Cannes, ricevendo una standing ovation di sette minuti. In Italia, è stato distribuito da Videa a partire dall'8 luglio 2011.

## Riconoscimenti
- 2011 - Premi César
  - Candidatura per la miglior attrice a Charlotte Gainsbourg
  - Candidatura per il miglior adattamento a Julie Bertuccelli
  - Candidatura per la miglior musica da film a Grégoire Hetzel
- 2010 - AFI Award
  - Candidatura per il miglior film
  - Candidatura per la miglior regista a Julie Bertuccelli
  - Candidatura per la miglior attrice a Morgana Davies
  - Candidatura per la miglior attrice a Charlotte Gainsbourg
  - Candidatura per la miglior sceneggiatura non originale a Julie Bertuccelli
  - Candidatura per il miglior giovane attore a Morgana Davies
  - Candidatura per i migliori effetti speciali a Dave Morley, Felix Crawshaw, Claudia Lecaros e Tim Walker
- 2010- Bratislava International Film Festival
  - Premio per la miglior attrice a Charlotte Gainsbourg
  - In concorso per il Grand Prix
- 2010 - Chicago International Film Festival
  - In concorso per il Gold Hugo
- 2010 - Sydney Film Prize
  - In concorso per il miglior film
- 2010 - São Paulo International Film Festival
  - In concorso per il International Jury Award per il miglior film
- 2011 - Film Critics Circle of Australia Awards
  - Candidatura per la miglior attrice non protagonista a Morgana Davies